# Curuzú Cuatiá
Curuzú Cuatiá – miasto w Argentynie, położone w południowo-wschodniej części prowincji Corrientes.

## Opis
Miejscowość została założona w 1810 roku. W mieście jest węzeł drogowy-RP126 i RN119, przebiega też linia kolejowa. 